# Marsavco
Marsavco S.A  est le sigle de Margarinerie et Savonnerie créée en 1922 est une société industrielle et commerciale  de la République Démocratique du Congo. Elle fait partie du Groupe Rawji qui est présent également  en Allemagne, Inde, Chine, Ouganda, Afrique du sud et UAE Dubaï.

## Historique
La société de Marsavco est créée en janvier 1922 à l'époque coloniale sous le nom de SAVCO (savonnerie Congolaise) la société a concentré ses efforts sur la fabrication de savon à l'aide de l'huile de palme et de palmiste. À la suite de l’installation des nouveaux équipements pour la fabrication de margarine , le conseil d'administration a changé son nom SAVCO à Marsavco «Margarinerie et Savonnerie du Congo» en 1929 et en suite l’entreprise change officiellement son nom Marsavco de 1953 jusqu’à ce jour.
Cependant, en Février 2002, Le groupe Rawji  devient l’unique propriétaire en achetant toutes les actions de la Marsavco après que le groupe Unilever ait décidé d'arrêter ses opérations en 2000 après des périodes difficiles, en particulier pendant le premier pillage du 21 au 23 Septembre 1991 et après le deuxième pillage de 1992 sous la présidence de Mobutu.

## Produit de savonnerie
savon le coq, savon brillant, savon monganga, savon éléphant, savon Lux, savon familia, détergent omo et soumamousse

## autres produits
margarine blueband, l'huile Simba, l'huile Livio, palme dor, graisses végétales, bona et bona spéciale, cube knorr, dentifrice Pepsodent, poudre à récurer Vim, thé Lepton ,crème Faire et Lovely.